# Exploradores (juego de mesa)
Exploradores es un sencillo juego de estilo europeo de cartas diseñado por Reiner Knizia para dos jugadores, con una mecánica de juego y sistema de puntuación muy originales.
La idea del juego
Eres un valiente explorador en busca de reliquias y ciudades perdidas por todo el mundo. En tu misión viajaras a sitios tan dispares como el Himalaya, la selva de Brasil, el árido desierto, los míticos volcanes o las profundidades del mar. Pero ¡ojo! todas las expediciones son peligrosas y para ello deberás prepararte antes de poder afrontarlas.
Objetivo del juego
El objetivo del juego es realizar el máximo de expediciones posibles por distintos lugares del mundo, es posible contratar inversores que multiplicarán el valor de cada expedición. Al final del juego el ganador será el jugador con más puntos, normalmente se suelen jugar 3 rondas
Desarrollo del Juego
Al principio del juego los jugadores roban 8 cartas cada uno. En su turno un jugador roba carta del mazo o bien del tablero central de expediciones y puede hacer una de las siguientes acciones: colocar una carta de su mano para empezar una expedición o para ampliar el valor de una ya existente o bien deshacerse de una carta de su mano, colocándola en la zona central del tablero de cada expedición.
Cuando se colocan las cartas, se debe seguir siempre un orden ascendente. Las cartas de inversión sólo se pueden colocar al principio de una expedición, es decir, antes de colocar una carta con valor numérico se pueden colocar hasta 3 cartas de inversión. Se pueden robar las cartas que se colocan boca arriba en el centro del tablero para añadirlas (en turnos posteriores) a sus expediciones.
El juego finaliza de inmediato cuando un jugador roba la última carta del mazo. En ese momento se procede a puntuar las expediciones. Hay que destacar que a todas las expediciones se le han de restar 20 puntos que es el coste de la preparación de la expedición. Por lo tanto, aquellas expediciones que no superen los 20 puntos tendrán valores negativos. La clave del juego es maximizar los beneficios propios a la vez que se disminuyen los del adversario, para ello hay multitud de estrategias lo que da al juego una gran profundidad pese a su aparente sencillez. Imprescindible para jugar a dos.
Este juego ha obtenido el International Gamers Award en el año 2000 y posteriormente el premio al Juego de Mesa del año 2006.